# Gare de Tain-l'Hermitage - Tournon
Ne doit pas être confondu avec Gare de Tournon.
La gare de Tain-l'Hermitage - Tournon est une gare ferroviaire française de la ligne de Paris-Lyon à Marseille-Saint-Charles, située sur le territoire de la commune de Tain-l'Hermitage, dans le département de la Drôme sur la rive gauche du Rhône, proche de Tournon-sur-Rhône, dans le département de l'Ardèche sur la rive droite du fleuve, en région Auvergne-Rhône-Alpes.
Elle est ouverte en 1855 par la Compagnie du chemin de fer de Lyon à la Méditerranée (LM), avant de devenir une gare de la Compagnie des chemins de fer de Paris à Lyon et à la Méditerranée (PLM) en 1857.
C'est une gare de la Société nationale des chemins de fer français (SNCF), desservie par des trains TER Auvergne-Rhône-Alpes.

## Situation ferroviaire
Établie à 124 mètres d’altitude, la gare de Tain-l'Hermitage - Tournon est située au point kilométrique (PK) 598,894 de la ligne de Paris-Lyon à Marseille-Saint-Charles, entre les gares ouvertes de Saint-Vallier-sur-Rhône et de Valence-Ville.

## Histoire
La gare de Tain est mise en service le 16 avril 1855 par la Compagnie du chemin de fer de Lyon à la Méditerranée, lorsqu'elle ouvre à l'exploitation la section de Lyon (La Guillotière) à Valence, dernière lacune de sa ligne.
En 1857, elle devient une gare du réseau de la Compagnie des chemins de fer de Paris à Lyon et à la Méditerranée (PLM), créée par une fusion incluant notamment la compagnie primitive.

## Fréquentation
De 2015 à 2023, selon les estimations de la SNCF, la fréquentation annuelle de la gare s'élève aux nombres indiqués dans le tableau ci-dessous.
| Année                      | 2015    | 2016    | 2017    | 2018    | 2019    | 2020    | 2021    | 2022    | 2023    |
| -------------------------- | ------- | ------- | ------- | ------- | ------- | ------- | ------- | ------- | ------- |
| Voyageurs                  | 451 618 | 440 660 | 470 380 | 448 862 | 505 404 | 335 257 | 393 281 | 522 359 | 567 164 |
| Voyageurs et non voyageurs | 564 523 | 550 825 | 587 975 | 561 078 | 631 755 | 419 071 | 491 601 | 652 949 | 708 955 |

### Nom de la gare
Du temps du PLM, elle portait seulement le nom de « Tain ». Son renommage permet de mentionner la ville de Tournon-sur-Rhône, sur la rive opposée, dont la gare n'est plus desservie par les trains de voyageurs depuis 1973.

## Service des voyageurs

### Accueil
La gare dispose d'un bâtiment voyageurs avec guichet et salle d'attente, ouvert tous les jours. Elle est équipée d'automates pour l'achat de titres de transport TER.

### Desserte
Tain-l'Hermitage - Tournon  est desservie par des trains TER Auvergne-Rhône-Alpes assurant les relations entre Lyon-Perrache, ou Lyon-Part-Dieu, ou Lyon-Vaise et Valence-Ville ou Avignon-Centre.

### Intermodalité
Un parc pour les vélos (48 places en consigne collective et des accroches vélos en libre accès) et un parking y sont aménagés.